# 잔스타트

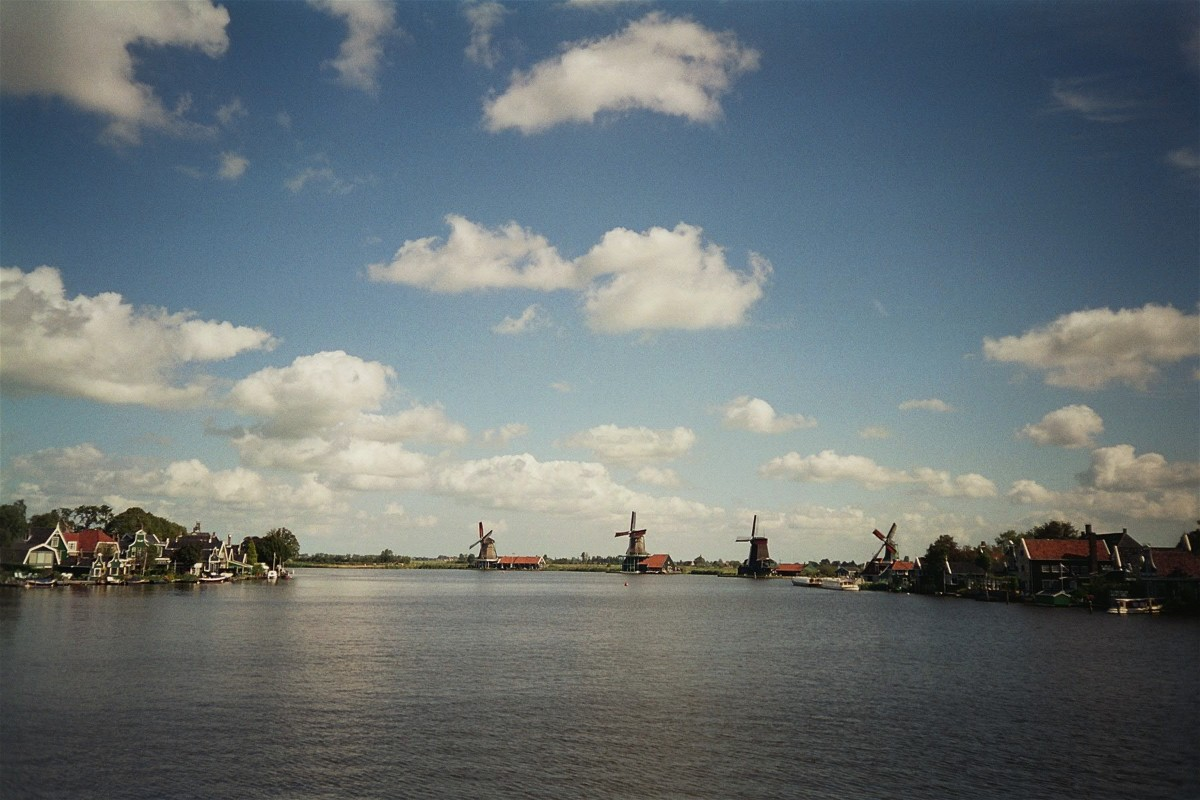

잔스타트(Zaanstad)는 네덜란드 노르트홀란트주의 도시이다.